# Mathias Prause
Mathias Prause (* 1977 in Homburg) ist ein deutscher Kameramann. Er lebt in Köln.
Prause hat an der Filmakademie Baden-Württemberg Kamera studiert und mit Diplom abgeschlossen. Danach hat er bei einigen Kino- und Fernsehproduktionen Kamera geführt.
Außerdem führte er Kamera bei dem mit zahlreichen Preisen ausgezeichneten Kurzfilm Hochhaus von Nikias Chryssos, der im Rahmen ihres Studiums an der Filmakademie Baden-Württemberg entstand.
Prause ist Mitglied im Berufsverband Kinematografie (BVK)

## Filmografie (Auswahl)
- 2006: Hollywood Kids (Dokumentarfilm)
- 2006: Hochhaus (Kurzfilm)
- 2007: Wortbrot
- 2008: Höhere Gewalt
- 2008: Nacht vor Augen
- 2011: Gegengerade
- 2013: Geliebte Gegner – Die Grünen und die Macht (Dokumentarfilm)
- 2016: Volt
- 2018–2019: Jenny – echt gerecht (Fernsehserie, 9 Folgen)
- 2019: Ein Fall für zwei (Fernsehserie, 4 Folgen)
- 2019: Friesland: Hand und Fuß
- 2020: Die Zukunft ist ein einsamer Ort (Kinofilm)
- 2020: Der Alte und die Nervensäge (Fernsehfilm)
- 2022: Horst Lichter – Keine Zeit für Arschlöcher
- 2023: Friesland: Artenvielfalt
- 2023: Mordsschwestern – Verbrechen ist Familiensache (Fernsehserie, 3 Folgen)
- 2023: Tatort: Pyramide (Fernsehreihe)
- 2024: Tatort: Unter Gärtnern